# Arrondissement de Rummelsburg-en-Poméranie

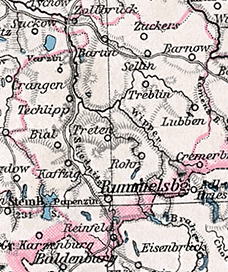
Le territoire de l'arrondissement en 1905

L'arrondissement de Rummelsburg-en-Poméranie est un arrondissement prussien de Poméranie qui existe entre 1724 et 1945. Le 1er janvier 1945, le district de Rummelsburg-en-Poméranie comprend la ville de Rummelsburg-en-Poméranie et 73 autres communes.

## Histoire
Le territoire du futur arrondissement de Rummelsburg fait partie du bailliage de Stolp-Schlawe jusqu'en 1724. Mais déjà pendant la guerre de Trente Ans, alors qu'il se trouve encore dans le duché de Poméranie, ce bailliage est divisé en trois districts pour la perception des impôts, appelés "quartiers". Ces quartiers sont dirigés par des administrateurs. Au sud du bailliage est créé le quartier de Rummelsburg, qui devient plus tard l'arrondissement de Rummelsburg. Après la guerre de Trente Ans, la Poméranie-Occidentale est rattachée à la Prusse.
En 1724, le roi Frédéric-Guillaume Ier de Prusse a procédé à une nouvelle division en arrondissements pour la Poméranie ultérieure. 12 arrondissements sont formés sous l'autorité des 13 administrateurs d'arrondissement. L'arrondissement de Schlawe-Rummelsburg, qui reçoit deux administrateurs d'arrondissement, est un cas particulier. Plus tard, cet arrondissement est divisé; cela donne naissance à l'arrondissement de Rummelsburg.
La tentative de réorganisation de la structure des arrondissements dans le district de Köslin, qui commence en 1815, échoue en raison de la résistance des habitants. Par arrêté royal du 25 janvier 1817, il est donc décidé que la division en arrondissements restera inchangée.
Le bureau de l'arrondissement, n'est situé dans la ville de Rummelsburg qu'à partir de 1843. Il est auparavant situé à la résidence de l'administrateur, plus récemment sous l'administrateur Johann Adolph August Wilhelm von Puttkamer (de) de 1824 à 1842 sur son domaine de Bartin au nord de l'arrondissement.
Le 10 août 1876, les changements suivants dans l'arrondissement ont lieu :
- Transfert des communes de Cunsow, Quakenburg et Scharsow et des districts de domaine de Cunsow, Quakenburg et Scharsow de l'arrondissement de Rummelsburg à l'arrondissement de Stolp
- Transfert de la commune de Jannewitz et du district de domaine du même nom dans l'arrondissement de Schlawe-en-Poméranie (de)

Le 28 mars 1878, les communes de Besswitz, Varzin, Wendisch Puddiger et Wussow et les districts de domaine de Besswitz, Misdow B, Techlipp, Varzin et Wendisch Puddiger sont transférés de l'arrondissement de Schlawe à l'arrondissement de Rummelsburg.
Le 1er octobre 1932, les communes de Groß Karzenburg, Hölkewiese et Klein Karzenburg sont transférées de l'arrondissement dissous de Bublitz (de) à l'arrondissement de Rummelsburg.
Au printemps 1945, l'Armée rouge occupe le territoire de l'arrondissement de Rummelsburg et le place sous l'administration de la République populaire de Pologne. Dans les années qui suivent, ils chassent la population de l'arrondissement et l'installent avec des Polonais.

## Évolution de la démographie
| Année | Habitants | Source |
| ----- | --------- | ------ |
| 1797  | 10 772    | [ 2 ]  |
| 1816  | 12 247    | [ 3 ]  |
| 1846  | 24 427    | [ 4 ]  |
| 1871  | 32 952    | [ 5 ]  |
| 1890  | 32 976    | [ 6 ]  |
| 1900  | 33 785    | [ 6 ]  |
| 1910  | 35 814    | [ 6 ]  |
| 1925  | 38 698    | [ 6 ]  |
| 1933  | 40 329    | [ 6 ]  |
| 1939  | 40.174    | [ 6 ]  |

## Blason

Armoiries de l'arrondissement de Rummelsburg de 1932 à 1945

Les armoiries de l'arrondissement de Rummelsburg sont conçues par l'héraldiste munichois Otto Hupp et approuvées en 1932 par décret du ministère d'État prussien (de). Sur un fond argenté, il montre un griffon de gueules au-dessus, armé d'or, dans ses griffes une faux bleue avec une poignée d'or, et une barre ondulée de gueules en dessous.
La barre ondulée rouge provient des armoiries de la ville de Rummelsburg-en-Poméranie, où les armoiries de la ville ont deux barres ondulées. Les armoiries de la ville, à leur tour, remontent aux armoiries de la famille noble Massow, qui montrent deux barres transversales rouges dans un bouclier d'argent. Le griffon représente le griffon de Poméranie (de). La faux est destinée à représenter le caractère agricole de l'arrondissement.

## Districts de bureau
En 1932, il y a 17 districts de bureau dans l'arrondissement de Rummelsburg :
1. Barnow
2. Bartin
3. Beßwitz
4. Falkenhagen
5. Groß Karzenburg
6. Groß Schwirsen
7. Groß Volz
8. Gumenz
9. Lubben
10. Ponickel
11. Pritzig
12. Reinwasser
13. Rohr
14. Treblin
15. Treten
16. Varzin
17. Zettin

## Administrateurs de l'arrondissement
- 1712–1756: Joachim Rüdiger von Massow (de) auf Brünnow
- 1756–1765: Georg Christian von Puttkamer (de) auf Grünwalde
- 1765–1796: Balthasar Ludwig von Wobeser (de) auf Lubben
- 1796–1805: Johann von Massow (de) auf Treten
- 1806–1843: Johann Adolph August Wilhelm von Puttkamer (de) auf Zuckers und Bartin
- 1843–1870: Heinrich von Puttkamer auf Kremerbruch
- 1870–1879: Gustav von Puttkamer (de) auf Versin
- 1879–1888: Felix von Königsdorff (de)
- 1889–1891: Heinrich Otto Guenther (de)
- 1891–1904: Werner von Weiher (de)
- 1904–1916: Kurt von Trebra (de)
- 1916–1918: Lehmann
- 1919–1932: Waldemar Breyer (de)
- 1932–1933: Hans Joachim von Busse (de)
- 1933–1934: Alfred Brandt (de)
- 1934–1939: Heinrich Reich (de)
- 1939–1945: Hans Fichtner

## Communes
L'arrondissement de Rummelsburg est divisé en une ville, en communes et - jusqu'à leur dissolution complète en 1928 - en districts de domaine autonomes.

### Changements de nom
Le nom d'une commune appartenant à un arrondissement est modifié :
- 29 décembre 1937 : Wendisch Puddiger en Puddiger

### Incorporations
- 1928 : Réforme territoriale, conformément à l'évolution dans le reste de la Prusse, lors de laquelle les 62 districts de domaine jusqu'alors indépendants sont dissous par la loi du 27 décembre 1927 et attribués à des communes voisines.
- vers 1928 : incorporation de la commune d'Altschäferei dans la commune de Treblin
- 1er avril 1936 : Rattachement de la commune de Vangerin à la commune de Börnen
- 1er octobre 1937 : Incorporation de la commune de Puppendorf à la commune de Kremerbruch
- 1er avril 1938 : Rattachement de la commune d'Hanswalde à la commune de Rummelsburg
- 1er octobre 1938 : Rattachement de la commune de Reddies à la commune d'Alt Kolziglow

### Communes en 1939
En 1939, les communes suivantes font partie de l'arrondissement de Rummelsburg :
- Alt Kolziglow
- Barkotzen
- Bartin
- Barvin
- Beßwitz
- Bial
- Börnen
- Brotzen
- Brünnow
- Darsekow
- Dulzig
- Falkenhagen
- Franzdorf
- Friedrichshuld
- Gadgen
- Georgendorf
- Gewiesen
- Gloddow
- Groß Karzenburg
- Groß Schwirsen
- Groß Volz
- Grünwalde-Saaben (de)
- Gumenz
- Hammermühle
- Heinrichsdorf
- Hölkewiese
- Julienhof
- Kaffzig
- Kamnitz (avec Altemühle)
- Karlswalde
- Klein Karzenburg
- Klein Schwirsen
- Klein Volz
- Kremerbruch
- Lindenbusch
- Lubben
- Misdow
- Missow
- Neufeld
- Neu Kolziglow
- Papenzin
- Plötzig
- Poberow
- Pritzig
- (Wendisch) Puddiger
- Püstow
- Reetz (avec Walkmühle (de))
- Reinfeld (Reinfeld B)
- Reinfeld-Hammer (de) (Reinfeld R)
- Reinwasser
- Rohr
- Rummelsburg, ville
- Schwessin
- Seehof
- Seelitz
- Selberg B
- Sellin
- Starkow
- Steinau
- Techlipp
- Treblin
- Treten
- Turzig
- Varzin
- Versin
- Viartlum
- Waldow
- Wobeser
- Woblanse
- Wocknin
- Wussow
- Zettin
- Zollbrück
- Zuckers (avec Augustfelde et Mudschiddel)

## Transports
L'arrondissement de Rummelsburg n'est desservi qu'en 1878 par le chemin de fer de l'Est prussien avec la ligne Neustettin-Rummelsburg-Zollbrück, qui bifurque ici vers Stolp et Schlawe. En 1883/84, les chemins de fer prussiens continue en 1883/84 à travers le nord de l'arrondissement jusqu'à Bütow. Après le tournant du siècle, les lignes suivantes sont ajoutées au sud :
- 1902 Reinfeld-Schlochau et
- 1909 Rummelsburg–Bütow (de).

Le dernier ajout au réseau est la connexion Zollbrück-Bublitz en 1921 - c'est-à-dire déjà à l'époque de la Deutsche Reichsbahn.

## Personnalités
- Heinrich von Massow (1810-1896), général né à Woblanse